# Augusto Paulino Soares de Souza
Augusto Paulino Soares de Souza (Rio de Janeiro, 4 de setembro de 1877 – Rio de Janeiro, 8 de março de 1962) foi um médico brasileiro.
Foi eleito membro da Academia Nacional de Medicina em 1909.